# Virginia City (Nevada)

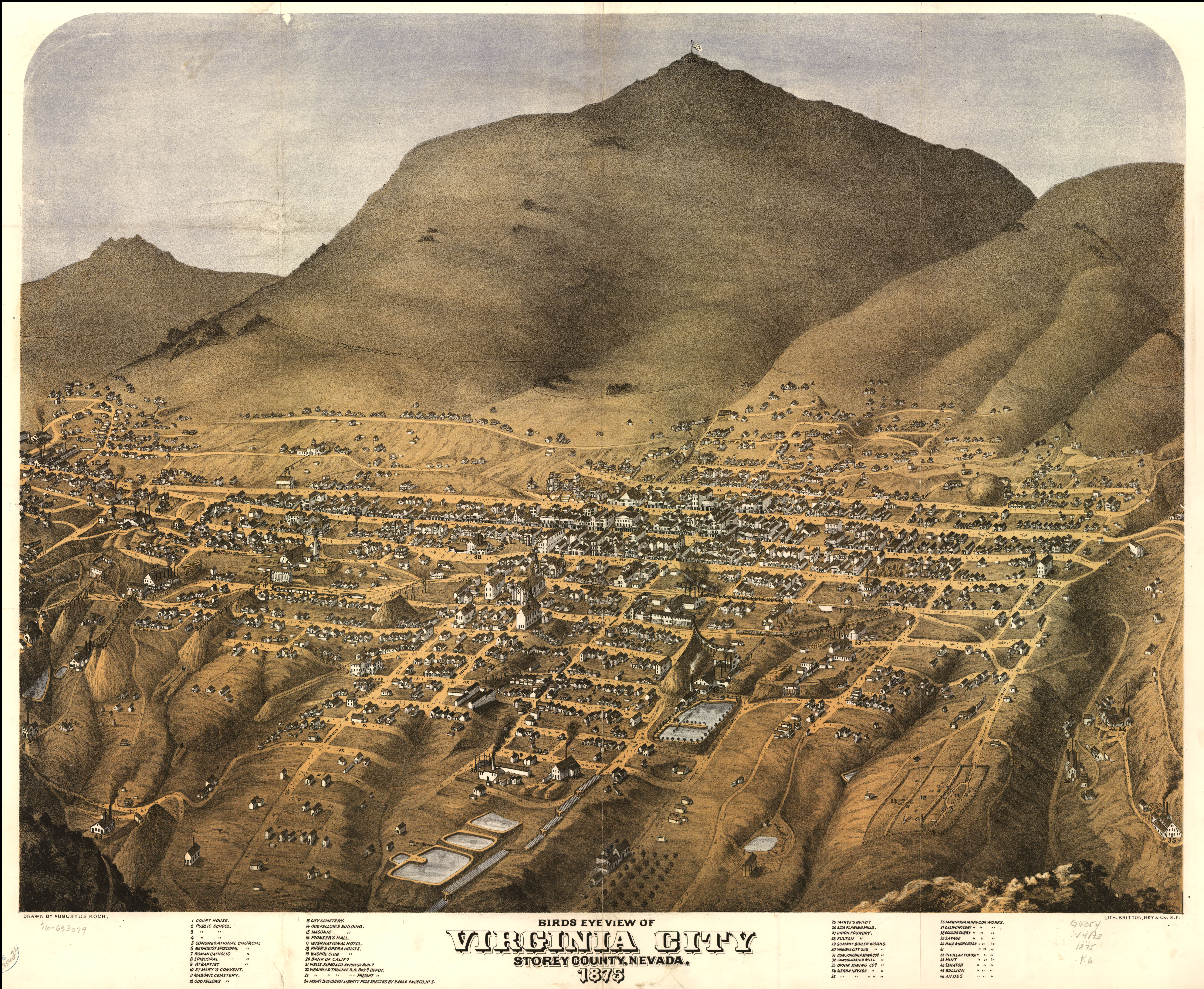
Panorama de Virginia City, Nevada, desde una colina cercana, 1875.

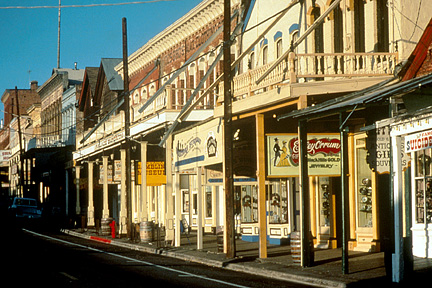
Calle C, Virginia City.

Virginia City es un lugar designado por el censo ubicado en el Condado de Storey, Nevada, Estados Unidos. En el censo de 2000, la ciudad tuvo una población total de aproximadamente 1500, convirtiéndose en la única ciudad del Condado de Storey con una población significativa.

## Historia
Virginia no es solo una de las más viejas ciudades establecidas en Nevada, sino también una de las más viejas al oeste del río Misisipí. Como muchos pueblos y ciudades del estado, Virginia City fue un boom town de las minas; de hecho, es uno de los más famosos del Viejo Oeste dado que virtualmente apareció en una noche como resultado del Comstock Lode, un yacimiento muy rico de plata en 1859. En su apogeo, tuvo una población de casi 15000 habitantes. Cuando el Comstock Lode se acabó en 1898, la población de la ciudad disminuyó rápidamente. Hoy, Virginia City es solo una sombra de lo que fue; sin embargo, atrae anualmente a más de 2 millones de visitantes como el más grande National Historic Landmark de Estados Unidos.
Virginia City se puede considerar el lugar del nacimiento de Mark Twain puesto que fue aquí en 1863 que el escritor Samuel Clemens, entonces un reportero del periódico local Territorial Enterprise, usó por primera vez su famoso seudónimo.
También es el nombre y escenario de la película Virginia City (1940) de Errol Flynn, que tiene lugar durante la Guerra de Secesión. Por otro lado, Virginia City es célebre mundialmente por ser la ciudad de los Cartwright, la población más cercana al Rancho "La Ponderosa", donde vivían Ben Cartwright y sus hijos en la legendaria serie de televisión Bonanza. 